# Teatro Alcázar
El Teatro Alcázar (antes llamado Palacio de los Recreos y Teatro Alkázar) es una sala de teatro en la calle de Alcalá de Madrid, inaugurada en 1925, sobre las ruinas del antiguo Trianón Palace.

## Historia
En el solar del número 20 de la calle de Alcalá, que había ocupado el primitivo Trianón Palace, se inició al comienzo de la década de 1920 la aparatosa construcción del nuevo Teatro Alkázar (llamado así hasta 1940, cuando el régimen franquista prohibió todos los nombres de aire extranjerizante), a partir del proyecto de Eduardo Sánchez Eznarriaga, que murió antes de finalizarse la obra, que quedaría a cargo de Eduardo Lozano Lardet.
Tras diversas vicisitudes y accidentes (como el derrumbamiento de parte del edificio contiguo que acogía al Café Lion d'Or), el lujoso teatro se inauguró el 27 de enero de 1925 con las representaciones de la opereta Madame Pompadour de Leo Fall y capacidad para más de ochocientos espectadores. La intención inicial de llamarlo Palacio de los Recreos, porque iba a incluir numerosas opciones de ocio, se vio disuadida por las restricciones legales. Su artística fachada sería restaurada en el año 2004.
Aunque gran parte de su historia ha estado ligada al género de la revista musical española (con divas como Celia Gámez, Lina Morgan, Beatriz de Lenclós o Esperanza Roy), al comienzo de la década de los treinta funcionó como sala de cine, siendo una de las primeras salas que incorporaron proyector sonoro. A partir del 26 de abril de 2012 tuvo patrocinio de la empresa Cofidis y se conoció como Teatro Alcázar-Cofidis.

### Incendios
En la madrugada del 17 de diciembre de 1983 la discoteca Alcalá 20, instalada en los sótanos del edificio del teatro, sufrió un incendio cuando la sala estaba llena. Hubo ochenta y un muertos y veinticuatro personas sufrieron heridas de gravedad. En el teatro, afortunadamente ya vacío a esas horas, se representaba el musical Por la calle de Alcalá, que hubo de suspenderse temporalmente. La discoteca siniestrada tardaría 22 años en volverse a abrir.
Treinta años después, en la mañana del 15 de junio de 2013, la última planta del edificio, dedicada a oficinas, sufrió un nuevo incendio, que se saldó con un herido leve, aunque el fuego no afectó a la sala ni a los espacios escénicos, pero sí se inundaron todas las instalaciones por el agua empleada en la extinción, por lo que las funciones debieron suspenderse durante varias semanas hasta que se repararon los desperfectos.